# パーフェクト・ガイ
『パーフェクト・ガイ』（原題：The Perfect Guy）は2015年にアメリカ合衆国で公開されたスリラー映画である。監督はデヴィッド・M・ローゼンタール、主演はサナ・レイサンとマイケル・イーリーが務めた。

## ストーリー
リア・ヴォーンはロビイストとして活躍していたが、私生活の面でトラブルを抱えていた。リアは恋人であるデイヴとの結婚を望んでいたのだが、彼はなかなか結婚に踏み切ろうとしなかった。それが原因で2人は破局してしまった。それから2ヶ月後、リアはダンカンという魅力的な男性と知り合いになった。ダンカンはIT企業で働いているのだという。2人は急速に親密になり、リアはダンカンを友人たちやサンフランシスコに住む両親へ紹介することにした。ダンカンの車（1968年式ダッジ・チャージャー）でリアの実家を訪ねた帰路、2人はガソリンスタンドに立ち寄った。給油中、リアはガソリンスタンドの男性から「こんなに素晴らしい状態は見たことがない。この車の写真を撮ってもいい？」と訊かれた。ただそれだけのことであったにも拘わらず、ダンカンはその男性を殴りつけた。ダンカンの暴力的な一面を目の当たりにしたリアは、彼と別れることにした。
破局後、ダンカンはリアの職場にまで押しかけてきた。何十回もかかってくる電話にウンザリしたリアは電話番号を変更したが、すぐに突き止められてしまった。ダンカンのストーカー行為はエスカレートする一方で、ついにはリアの自宅の合い鍵を作って侵入するまでに至った。リアの家に侵入したダンカンは、リアの私物を触って恍惚とした表情になったり、コンピューターをハッキングしたりした。ダンカンはペットのネコに嫉妬し、ネコを誘拐した。ここに至り、リアはダンカンのストーカー行為を警察に届け出た。ハンセン刑事は「その男の行為を片っ端から記録しておいてください。裁判の時にはそれが証拠になります」とリアに言った。その後間もなくして、ダンカンはリアに対する接近禁止命令を受けることになった。それが原因でダンカンは失職した。しばらくして、デイヴがリアに復縁を持ちかけてきた。ストーカー被害に遭ったことで、デイヴが如何に素晴らしい男性であったかを痛感したリアは、その申し出を喜んで受け入れた。ある日の夜、2人がレストランで食事を取っていると、そこにダンカンがやって来た。それに気が付いたデイヴは「すぐにここから立ち去れ」とダンカンに言った。ダンカンがごねたため、リアは直ちに警察を呼んだ。ハンセンはストーカー容疑でダンカンを逮捕しようとしたが、彼が「リアがここにいると知っていたなら、私はここに足を運びませんでした。むしろ、デイヴに罵倒された私は被害者ですよ。」と強硬に主張したため、今回だけはお咎めなしとした。
ある夜、リアの家の隣に住むミセス・マッカーシーはダンカンが再度リアの家に侵入していく姿を目撃した。マッカーシーは彼を止めようとしたが、階段から突き飛ばされて死んでしまった。ダンカンはリアとデイヴがセックスする姿を隠し撮りし、それをリアの同僚や顧客に送付した。それが原因でリアは休職処分を受けた。その後、ダンカンはデイヴの車に細工をし、意図的に事故を引き起こした。ダンカンは重傷を負ったデイヴを絞め殺した。
ハンセンとリアはダンカンがデイヴを殺したと確信するが、それを立証できるだけの証拠はなかった。無念に打ち震えるリアはある決断を下した。

## キャスト
※括弧内は日本語吹替。
- サナ・レイサン（本田貴子） - リア・ヴォーン[3]、ロビイスト。
- マイケル・イーリー（宮内敦士） - カーター・ダンカン/ロバート・アダムス
- モリス・チェストナット（山本祥太） - デヴィッド・キング（デイヴ）、リアの恋人。
- テス・ハーパー（まつだ志緒理） - ミセス・マッカーシー
- チャールズ・S・ダットン（増山浩一） - ロジャー・ヴォーン、リアの父親。
- L・スコット・コードウェル - エヴリン・ヴォーン、リアの母親。
- キャスリン・モリス - カレン
- ルティナ・ウェスリー - アリシア
- ホルト・マッキャラニー - ハンセン刑事
- ロニー・ジーン・ブレヴィンス - ダルトン
- シャノン・ルシオ - シンディ
- マイケル・ペインズ - クーパー
- ジョン・ゲッツ - トム・レンキン

## 製作
本作の主要撮影は2014年8月6日にロサンゼルスで始まり、同年9月中旬に終了した。

## 公開・興行収入
2015年6月3日、スクリーン・ジェムズは本作の予告編を公開した。
批評家向けの試写会と木曜日のレイトショーでの封切りが行われなかったため、本作の出来映えを不安視する声があった。市場関係者の予測通り、本作は批評家から酷評されたが、興行面では健闘した。2015年9月11日、本作は全米2221館で封切られ、公開初週末に2588万ドルを稼ぎだし、週末興行収入ランキング初登場1位となった。なお、本作が全米週末興行収入ランキング1位を記録したことで、アフリカ系アメリカ人の俳優が主演を務めた映画が5週連続で1位となった（1週目から3週目は『ストレイト・アウタ・コンプトン』、4週目は『祈りのちから』）。

## 評価
先述したように、本作は批評家から酷評されている。映画批評集積サイトのRotten Tomatoesには43件のレビューがあり、批評家支持率は19%、平均点は10点満点で3.9点となっている。サイト側による批評家の見解の要約は「『パーフェクト・ガイ』は邪悪の領域に到達しようとしたが、結局は平凡かつありきたりなスリラー作品となった。」となっている。また、Metacriticには13件のレビューがあり、加重平均値は36/100となっている。なお、本作のCinemaScoreはA-となっている。